# عرقون بسيط
عرقون بسيط (الاسم العلمي:Euphrasia simplex) هو نوع غير مؤكد من النباتات يتبع جنس العرقون من الفصيلة الهالوكية.